# Nokia 2730 classic
Nokia 2730 classic este un telefon Nokia cu sistemul de operare S40 cu un procesor ARM9 tactat la 231 MHz.
Peste ecran este difuzorul bucata ureche și sub el are un D-pad-ul, butoanele de apel și două butoane de control pentru selectare și înapoi. În partea de sus are mufa încărcătorului și o mufă de 3.5 mm. Pe partea stângă este un slot pentru card microSD și în partea dreaptă este un port microUSB.
Ecranul este de 2 inci în diagonală și suportă 256.000 de culori.  Suportă rezoluția de 240 x 320 pixeli și densitate a pixelilor este de 200ppi.
Camera este de 2 megapixeli cu o rezoluție maximă de 1600 × 1200 pixeli și 176x144 pixeli pentru filmare la 15 cadre pe secundă.
Bluetooth versiunea 2.0 suportă profilele A2DP, AVRCP, DUN, FTP, GAP, GAVDP, GOEP, HFP, HSP, OPP, PBAP, SAP, SDAP, SPP. Clientul de e-mail suportă protocoalele POP3, IMAP4 și SMTP.
Suportă formatele audio și video: AMR, AMR-WB, MIDI, MXMF, MP3, AAC, MP4/M4A/3GP/3GA, X-Tone, WAV, WMA. Bateria este de 1020 mAh care suportă 300 de ore de standby, 3.2 ore de convorbiri și 12 ore de muzică.